# Tramwaje we Frankfurcie nad Odrą
Tramwaje we Frankfurcie nad Odrą – system komunikacji tramwajowej działający w niemieckim mieście Frankfurt nad Odrą od 23 stycznia 1898 roku.

## Historia

### 1879−1913
Pierwszy projekt wybudowania dwóch linii tramwaju konnego zgłosiła firma Wolff & Comp., ale ta oferta została odrzucona ze względu na koszty. Przyjęto za to inną ofertę złożoną przez Sindikat für Financirung, Bau und Betrieb von Secundär für Pferdebahnen. Firma ta zaproponowała wybudowanie także dwóch linii tramwaju konnego: jedną towarową do kopalni węgla brunatnego oraz linię pasażerską, która miałaby kursować pomiędzy Bahnhof a Berliner Straße. Po pertraktacjach firma otrzymała zgodę tylko na linię towarową. 1 lutego 1881 uruchomiono linię kolejki towarowej. Po wybudowaniu tej linii zaczęto rozważać budowę elektrowni i tramwajów elektrycznych. W 1894 zwołano komisje w sprawie budowy tramwajów. Podczas trwania komisji miano wybrać rodzaj napędu gazowy lub elektryczny, ostatecznie wybrano napęd elektryczny. Do budowy tramwajów wybrano firmę AEG z Berlina. Koncesja udzielona AEG obejmowała budowę elektrowni oraz tramwajów elektrycznych. Koncesji udzielono na okres 50 lat, po upływie tego okresu tramwaje miały nieodpłatnie przejść na rzecz miasta. Tramwaje zaczęły kursować na trzech liniach 20 stycznia 1898. Nie uruchomiono tylko odcinka do dworca kolejowego, który otwarto dopiero 6 lutego. Odcinek do dworca kolejowego był bardzo stromy. Po otwarciu sieć składała się z trzech jednotorowych linii o długości 9,5 km, wszystkie linie spotykały się na Wilhelmsplatz.
Linie były oznaczane kolorami:
- zielona: Cüstrinerstr. – Chausseehaus
- czerwona: Dworzec – Schützenhaus
- żółta: Neu Kirchhof – Junkerstraße

Linia czerwona docierała do Słubic.
W 1898 przedłużono linię zieloną do Rzeźni. W 1899 firma AEG sprzedała przedsiębiorstwo firmie Lokalbahn z Berlina. W grudniu 1899 oddano do użytku czwartą linię niebieską, która kursowała na trasie Logenstraße – Koszary. Długość sieci liczyła 12 km.

### 1914−1938
Po wybuchu I wojny światowej brakowało węgla, więc by zaoszczędzić na energii, niektóre linie zostały skrócone. W 1922 powstało przedsiębiorstwo F.E.W (Frankfurckie Zakłady Elektryczne). Udziały w tej firmie miały po 50% miasto oraz Lokalbahn. W okresie największej inflacji cena biletu na tramwaj kosztowała 100 mld marek, dla porównania w 1898 cena biletu wynosiła 10 fenigów. W 1924 przywrócono ruch na zamkniętych odcinkach. W tym roku także zmieniono system oznaczania linii z kolorów na numery:
- zielona – nr 1
- czerwona – nr 2
- żółta – nr 3
- niebieska – nr 4

oraz zmieniono trasy linii:
- 1: Dworzec – Rzeźnia
- 2: Koszary – Schützenhaus
- 3: Nowy cmentarz – Lamperstraße
- 4: Wilhelmsplatz – Chausseehaus

W październiku 1925 linię nr 3 wydłużono do Chausseehaus, a linię nr 4 zlikwidowano. Wszystkie linie kursowały co 10 min. W 1927 przedłużono linię nr 2 do stadionu w Słubicach, wybudowana linia była od początku dwutorowa. Rozpoczęto wówczas przebudowę linii na dwutorowe. W latach 30 XX w. linię nr 2 przedłużono do osiedla Westkreuz.

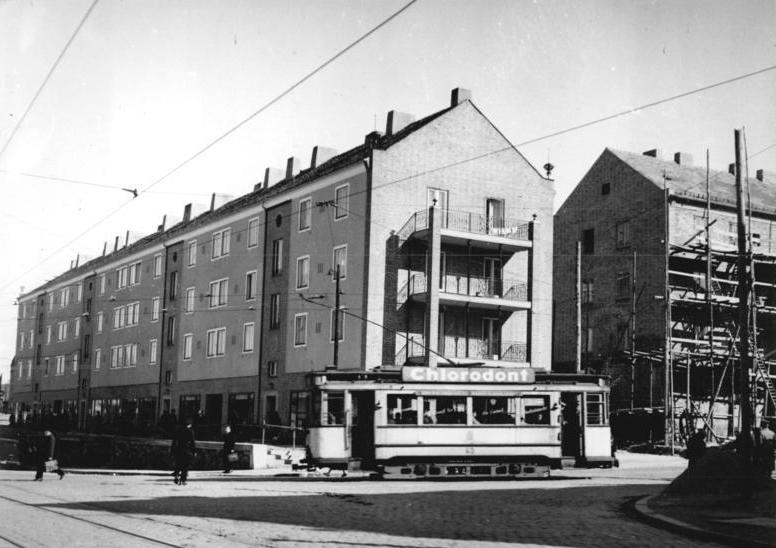
Tramwaj na Wilhelm-Pieck-Straße

### 1939−1989
W czasie II wojny światowej, w sierpniu 1944, wstrzymano ruch pasażerski, a tramwaje przewoziły tylko pocztę i towary do dworca kolejowego, a w lutym 1945 całkowicie wstrzymano ruch tramwajów. W czasie bombardowań miasta ucierpiała zajezdnia oraz torowiska. Pierwszą linię po zakończeniu działań wojennych uruchomiono 10 lipca 1945, była to linia nr 3. Pod koniec sierpnia funkcjonowała także linia nr 1. 28 września uruchomiono linię nr 2, ale tylko na terenie Frankfurtu. W grudniu 1946 F.E.W. stało się własnością miasta.
W 1947 zmieniono przebieg linii tramwajowych:
- 1: Dworzec Główny – Markt am Rathaus
- 2: Westkreuz – Rzeźnia
- 3: Chausseehaus – Nowy cmentarz

W 1948 powstało państwowe przedsiębiorstwo VEV Frankfurt Oder. W 1957 linię nr 2 poprowadzono nową ulicą Karl-Marx-Straße. W 1960 wydano zarządzenie według którego w miastach poniżej 300 tys. mieszkańców miano zlikwidować tramwaje. Zarządzenie to wycofano w 1974. Oddano wtedy też nową linię tramwajową od Platz der Republik do Oderallee o długości 2,36 km. W 1976 przedłużono linię nr 3 do nowej końcówki Kopernikusstraße, a w lipcu uruchomiono linię nr 4, która kursowała na trasie Kopernikusstraße – Stadion. 20 września 1982 uruchomiono linię nr 5 na trasie Neuberesinchen – Westkreuz o długości 2,3 km.
W 1983 zmieniono przebieg wszystkich linii:
- 1: Neuberesinchen – Lebuser Vorstadt
- 2: Westkreuz – Stadion
- 3: Kopernikusstraße – Lebuser Vorstadt
- 4: Kopernikusstraße – Stadion
- 5: Westkreuz – Neuberesinchen

W 1985 uruchomiono linię nr 6 która kursowała na trasie Neuberesinchen – Große Oderstraße. W 1988 otwarto nowy odcinek trasy do Markendorf po którym kursowała linia nr 7. Po otwarciu linii do Markendorf długość linii wynosiła 43,8 km.

### Po 1990

Schemat linii tramwajowych we Frankfurcie nad Odrą

W 1992 powstało przedsiębiorstwo SVF. W latach 90. zmniejszyła się liczba przewożonych pasażerów toteż postanowiono poprawić jakość usług. W Heilbronn opracowano plan ratowania komunikacji miejskiej we Frankfurcie. Wyremontowano niemal całą sieć tramwajową, zaczęto stawiać praktyczne wiaty, a na niektórych przystankach pojawiły się wyświetlacze informujące o czasie oczekiwania na pojazd danej linii. W marcu 2006 na podstawie referendum postanowiono, że linia do Słubic nie będzie budowana.

## Tramwaje w prawobrzeżnym Frankfurcie (dzisiejsze Słubice)
Tramwaje wyjechały po raz pierwszy na słubickie ulice 23 stycznia 1898 roku. Od 21 grudnia 1899 tzw. „Rote Linie” (linia czerwona) nadal docierała do domu strzeleckiego, jednak ruszała z dworca kolejowego w południowo-centralnej części miasta. Prześwit toru (rozstaw szyn) wynosił 1000 mm.
W 1927 roku linia została przedłużona do stadionu przy obecnej ulicy Sportowej. Pętla tramwajowa mieściła się na terenie dzisiejszego bazaru miejskiego między ulicą Kupiecką i ulicą Sportową. Mimo wszystko wydłużona trasa linii nr 2 funkcjonowała jedynie w środy, soboty i niedziele. To zmieniło się dopiero w 1936 roku, kiedy to linia nr 2 kursowała już w okolice stadionu każdego dnia. Przeprowadzono modernizację linii dobudowując drugi tor.
W 1945 roku po podziale miasta na część polską: Słubice i niemiecką: Frankfurt nad Odrą, niemożliwe stało się funkcjonowanie komunikacji tramwajowej, utrzymano ją tylko we Frankfurcie. Komunikację tramwajową w Słubicach używano jeszcze do rozbiórki zniszczonych budynków i ostatecznie wyłączono ją 28 września 1945 roku. Tym samym Słubice dołączyły do innych polskich miejscowości, w których zrezygnowano z kontynuowania tej poniemieckiej formy transportu z pobudek ekonomicznych (m.in. Gubin 1904-1938, Kostrzyn nad Odrą 1903-1945, czy Zgorzelec 1897-1945).
18 lipca 2011 roku we Frankfurcie nad Odrą przedstawiciele władz obu miast odbyli spotkanie ws. ekspertyzy dotyczącej możliwości połączenia obu miast linią tramwajową i przebiegu najkorzystniejszego wariantu. Rzeczoznawcy uznali, że inwestycja jest możliwa i opłacalna. Opracowano cztery warianty przebiegu linii w Słubicach, a za optymalny uznano wariant linii do placów Przyjaźni, Wolności i Bohaterów. Planowana trasa ma 1,7 km długości, a koszt budowy to 10,5 mln euro.
Pomysł linii tramwajowej blokowany był jednak przez brak wyraźnej aprobaty mieszkańców Frankfurtu, którzy w referendum opowiedzieli się za rezygnacją z realizacji wspólnej komunikacji miejskiej ze Słubicami w formie tramwaju. Tak więc od 9 grudnia 2012 na terenie Frankfurtu nad Odrą i Słubic kursuje linia autobusowa nr 983.

## Linie
We Frankfurcie działa 5 linii tramwajowych:
- 1: Stadion – Neuberesinchen
- 2: Messegelände – Europa-Universität
- 3: Markendorf – Europa-Universität (w godzinach 8.30 do 14.00 i od 16.00 skrócona do Kopernikusstrasse)
- 4: Markendorf – Lebuser Vorstadt
- 5: Messegelände – Neuberesinchen

## Zajezdnie
Pierwszą zajezdnię wybudowano przy Bachstraße. W 1924 dobudowano drugą halę. W lutym 1944 na miasto spadły pierwsze bomby, z infrastruktury tramwajowej ucierpiał tylko budynek zajezdni. W 1988 otwarto nową zajezdnię. W starej zajezdni uruchomiono Muzeum Techniki i Komunikacji. W muzeum zgromadzono:
- „Lotte” z 1934, nr 41
- „Theo” nr 60
- ET54
- T57+B57
- Reko (wagon doczepny)
- Gotha (2 wagony silnikowe)

We Frankfurcie działa także Klub Miłośników Starych Tramwajów, wywodzi się on z SVF.

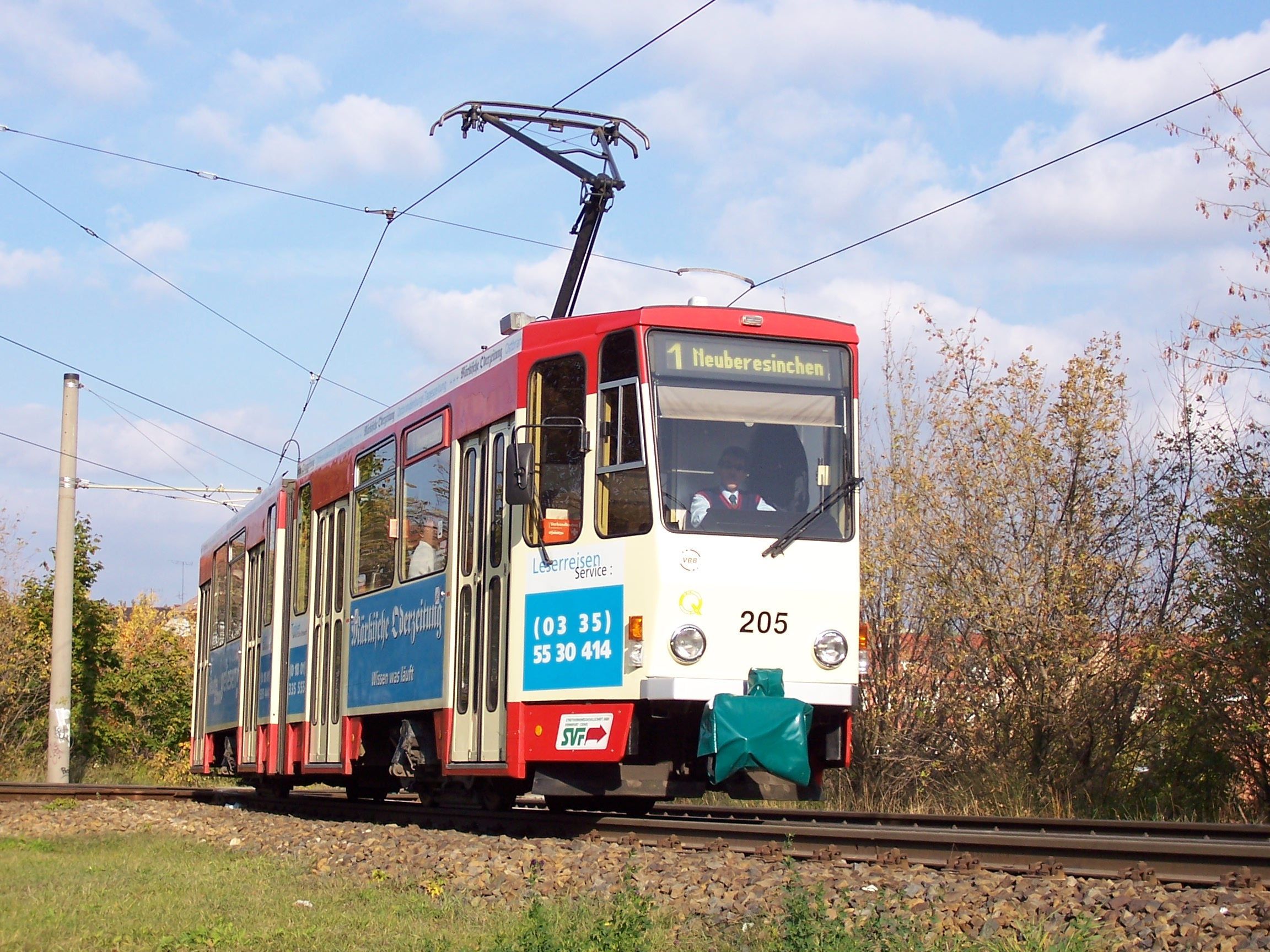
Tramwaj Tatra KT4D nr 205

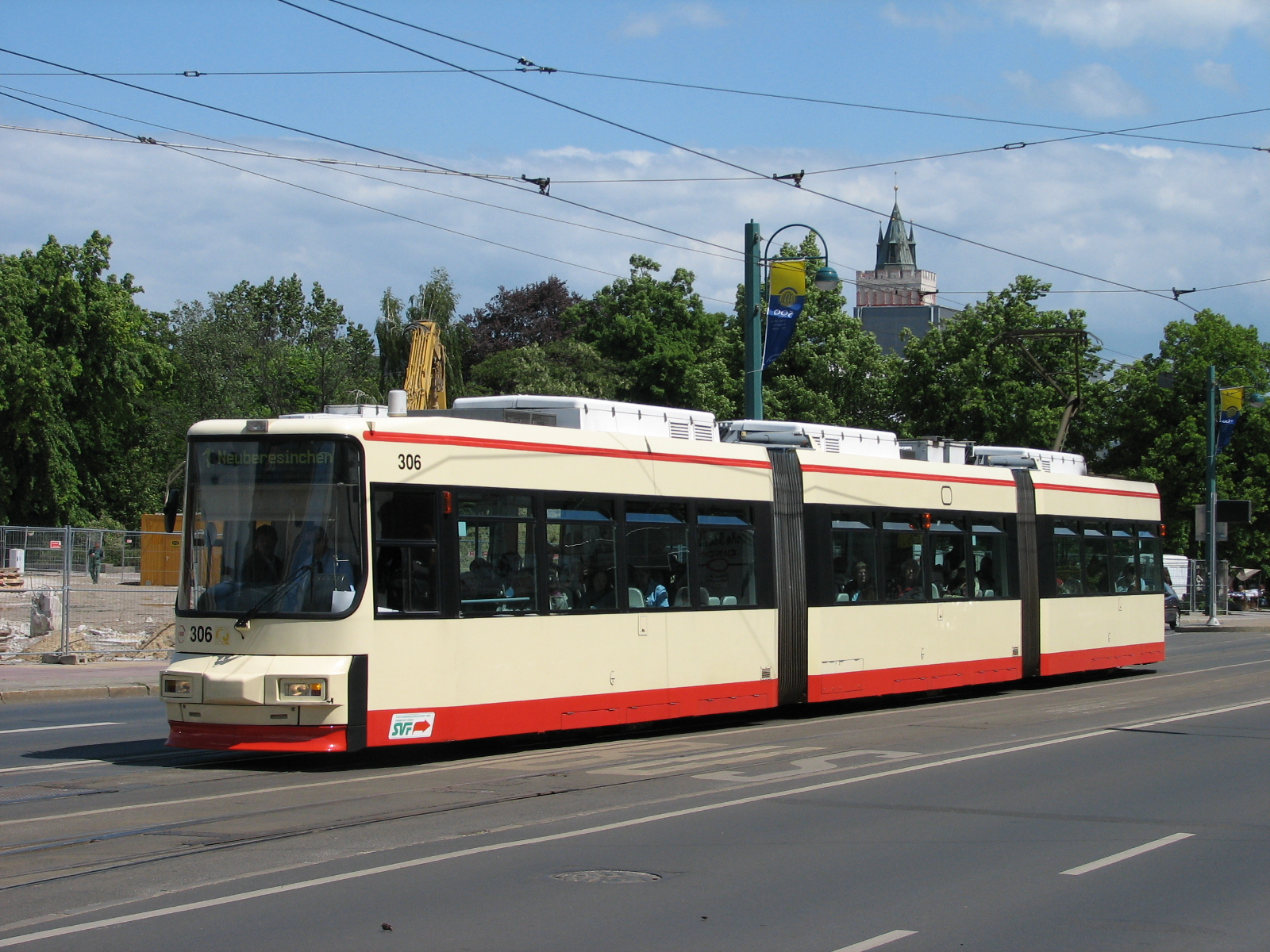
Tramwaj GT6M nr 306

## Tabor
W roku otwarcia posiadano 18 wagonów silnikowych i 6 doczepnych zakupionych we Wrocławiu i Kolonii. Pod koniec 1898 posiadano 24 wagony silnikowe. W 1927 zakupiono 6 wagonów doczepnych z fabryki w Görlitz (128–133), a w 1928 kolejne 5 wagonów silnikowych (nr 48–52) i 2 wagony doczepne (nr 134, 135). Kolejne dostawy nowego taboru pochodziły z fabryki w Wismar, dostarczyła ona w 1929 5 wagonów silnikowych (53–57) i w 1936 sześć kolejnych wagonów (nr 39–41 i 58–60). Z powodu bombardowań miasta w 1945 zostało zniszczonych 9 wagonów silnikowych oraz 24 doczepne. Do 1952 naprawiono większość taboru. W 1954 otrzymano pierwszy po wojnie tramwaj, był to wagon LOWA typu EB54 (wagon doczepny), a w 1955 tramwaj silnikowy ET54. Od 1957 rozpoczęto dostawy tramwajów Gotha typu T57 (wagony silnikowe) i B57 (wagony doczepne), których do 1961 dostarczono 12 sztuk, kursowały one w składach dwu wagonowych. W 1967 otrzymano z Halle pierwszy tramwaj jednokierunkowy. W kolejnych latach otrzymano 5 wagonów doczepnych. W latach 70. otrzymano 12 wagonów silnikowych i 13 doczepnych typu Reko. Od końca lat 70. rozpoczęto dostawy używanych tramwajów Gotha z innych miast. W 1980 zakończono eksploatację wagonów przedwojennych.
Do 1988 sprowadzono łącznie 105 wagonów w tym:
- 55 wagonów silnikowych (43 Gothy, 12 Reko)
- 50 wagonów doczepnych (37 Gothy, 13 Reko)

W lipcu 1987 otrzymano pierwsze tramwaje z zakładów ČKD typu Tatra KT4D w liczbie 4 sztuk.
W 1988 we Frankfurcie było łącznie 120 wagonów:
- wagony silnikowe:
  - Tatra KT4D 22 sztuki
  - Gotha, Reko 51 sztuk
- wagony doczepne:
  - Gotha, Reko 47 sztuk

W 1990 otrzymano ostatnie 12 tramwajów Tatra KT4D. W latach 1994–1995 zakupiono osiem niskopodłogowych tramwajów GT6M produkcji ADtranz. Rozpoczęto modernizację tramwajów Tatra KT4 oraz kasację niepotrzebnych tatr i wagonów dwuosiowych.
Obecnie w eksploatacji znajduje się łącznie 27 wagonów:
- 8 sztuk GT6M
- 19 sztuk Tatra KT4D